# بامفيلا (ليسفوس)
بامفيلا (Πάμφιλα) هي مدينة في ليسفوس في اليونان.